# Michael Kunze

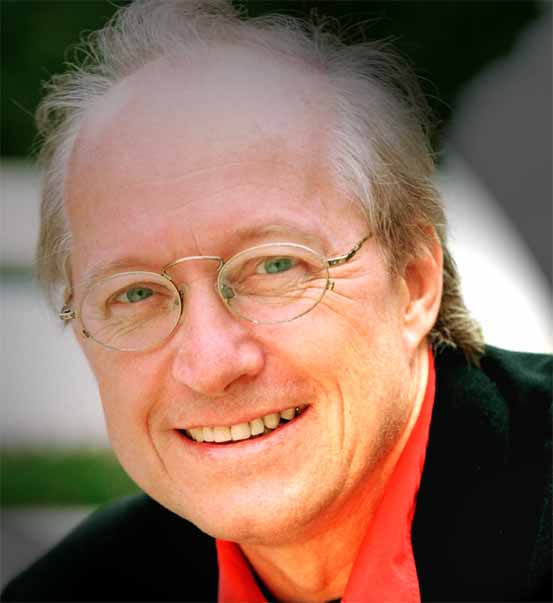
Michael Kunze

Michael Kunze (Praga, 9 novembre 1943) è un paroliere e librettista tedesco, attivo nel campo dei musical teatrali.

## Biografia
I suoi più grandi successi sono Elizabeth (1992), Tanz der Vampire (1996), Mozart! (1999) e Rebecca (2006), che hanno raggiunto un pubblico di oltre 16 milioni di persone in molti Paesi. Come paroliere ha scritto oltre 200 canzoni ed è stato onorato con un Grammy (vinto nel 1975 per la canzone Fly, Robin, Fly scritta con Sylvester Levay e interpretata dal gruppo Silver Convention) e un premio Echo alla carriera. La sua forma di musical prende il nome di dramamusical ed è caratterizzata da una struttura drammatica. Ha collaborato con Daliah Lavi, Michael Schanze, Marion Maerz, Caterina Valente, Mary Roos, Juliane Werding, Ivan Rebroff, Jürgen Drews e altri artisti. Nell'ambito delle produzioni internazionali, con Herbie Mann, Julio Iglesias, Nana Mouskouri, Gilbert Bécaud e Gitte Hænning, ha usato anche lo pseudonimo Stephan Prager (ispirato al figlio Stephan e alla sua città natale, Praga).
Gestisce un blog in inglese sul suo sito ufficiale.